# Peekskill
Peekskill est une cité (city) des États-Unis située dans le comté de Westchester, dans l’État de New York.

## Géographie
Peekskill est située à environ 65 km au nord de la municipalité de New York, sur une baie le long de la rive gauche de l'Hudson.

## Histoire
En 1949, des émeutes (« Émeutes de Peekskill ») anti-communistes, avec des relents anti-noirs et antisémites, éclatent, en particulier dans la banlieue voisine de Van Cortlandtville, cristallisées par l'annonce d'un concert de Paul Robeson, connu pour son activisme en faveur des droits civiques et des syndicats.

## Démographie

### Éducation
De 1833 à 1968, la cité abrite une académie militaire.

## Divers
Le 9 octobre 1992, une météorite y est tombée sur une voiture. Elle fait partie des plus célèbres chutes météoriques observées.

## Jumelage
- Castlebar (Irlande)

## Culture et patrimoine

### Personnes notables
- George E. Pataki, homme politique, y est né en 1945.
- L'acteur Guy Williams, interprète de Zorro, a été élève de l'académie militaire de Peekskill
- Mel Gibson y est né en 1956, avant d'émigrer en Australie.
- L'acteur Stanley Tucci y est né en 1960.
- L'acteur Paul Reubens y est né en 1952.